# Wittenförden
Wittenförden település Németországban, Mecklenburg-Elő-Pomeránia tartományban. Lakosainak száma 2476 fő (2023. december 31.).

## Népesség
A település népességének változása:
| Lakosok száma | 2547 | 2541 | 2502 | 2488 | 2476 |
|               | 2017 | 2019 | 2021 | 2022 | 2023 |